# Tarok (film)
 For alternative betydninger, se Tarok. (Se også artikler, som begynder med Tarok)
Tarok er en dansk film fra 2013 produceret af Regnar Grasten og instrueret af Anne-Grethe Bjarup Riis om travhesten Tarok, der i 1976 vandt Dansk Trav Derby.
Filmen fik blandede og overvejende negative anmeldelser ved premieren.

## Medvirkende
- Bjarne Henriksen, Karl Laursen
- Kirsten Lehfeldt, Elisabeth Laursen
- Henrik Vestergaard Nielsen, Jørn Laursen
- Iben Dorner, Ingelise Laursen
- Thomas Ernst, Axel Laursen
- Frederik Meldal Nørgaard, Mogens Laursen
- Claus Riis Østergaard, Vagn Laursen

## Eksterne links
- Tarok på Internet Movie Database (engelsk)
- Tarok på Filmdatabasen
- Tarok på danskefilm.dk
- Tarok på danskfilmogtv.dk
- Tarok på Scope
- Tarok på AllMovie (engelsk)
- Tarok på The Movie Database (engelsk)